# أوسكار بارتليت
أوسكار بارتليت (بالإنجليزية: Oscar Bartlett)‏ هو سياسي أمريكي، ولد في 1823. حزبياً، نشط في الحزب الجمهوري. وقد انتخب عضو جمعية ولاية ويسكونسن وانتخب عضو مجلس ولاية ويسكونسن.